# Discografia di Tormento
La discografia di Tormento, cantautore hip hop italiano, è costituita da sette album in studio, un mixtape e un EP, pubblicati tra il 2002 e il 2015, più numerose collaborazioni con aristi appartenenti alla scena rap italiana.

## Album

### Album in studio
| Data | Titolo                                                                                  |
| ---- | --------------------------------------------------------------------------------------- |
| 2004 | Il mondo dell'illusione (pubblicato come Yoshi) - Etichetta: Antibe Music - Formati: CD |
| 2006 | Il mio diario - Etichetta: Universal - Formati: CD, download digitale                   |
| 2007 | Alibi - Etichetta: Sony BMG - Formati: CD, download digitale                            |
| 2008 | Siamesi Brothers (con Esa) - Autoproduzione - Formati: CD                               |
| 2009 | Rabbia (con DJ Kamo) - Autoproduzione - Formati: CD                                     |
| 2014 | El micro de oro (con Primo) - Etichetta: ThisPlay Urban                                 |
| 2015 | Dentro e fuori - Etichetta: Thaurus                                                     |

### Mixtape
| Data | Titolo                                                            |
| ---- | ----------------------------------------------------------------- |
| 2007 | Memories Tha Mixtape (con DJ Kamo) - Autoproduzione - Formati: CD |

## Extended play
| Data | Titolo                                                                             |
| ---- | ---------------------------------------------------------------------------------- |
| 2002 | Una nuova visione del mondo (pubblicato come Yoshi) - Autoproduzione - Formati: CD |

## Collaborazioni
| Anno | Artista principale       | Brano                                         | Album di provenienza                |
| ---- | ------------------------ | --------------------------------------------- | ----------------------------------- |
| 1994 | Otierre                  | Dei colori                                    | Quel sapore particolare             |
| 1995 | La Pina                  | Costa caro                                    | Il CD della Pina                    |
| 1996 | Bassi Maestro            | Ad occhi aperti                               | Contro gli estimatori               |
| 1998 | Mietta                   | Un uomo per cui ucciderei                     | La mia anima                        |
| 1998 | Maku Go & Sardo Triba    | Puoi fidarti                                  | Saloon                              |
| 1998 | Lyricalz                 | A sto prezzo                                  | Deluxe                              |
| 1998 | Lyricalz                 | Credi che sia facile                          | Deluxe                              |
| 1998 | Sab Sista                | Vorrei averti                                 | Cronica                             |
| 1998 | Sab Sista                | Resta con me                                  | Cronica                             |
| 1998 | Fritz da Cat             | Principi fondamentali della filosofia cronica | Fritz da Cat                        |
| 1999 | Lyricalz                 | Casini continui                               | Brava gente - storie di fine secolo |
| 1999 | Lyricalz                 | AC '96 la prima dinastia                      | Brava gente - storie di fine secolo |
| 1999 | Irene Lamedica           | Ancora un po'                                 | Soulista                            |
| 1999 | Left Side                | Di padre in figlio                            | Una vita non basta                  |
| 1999 | Fritz da Cat             | Se non fumassi                                | Novecinquanta                       |
| 1999 | Rival Capone             | HH Mission                                    | De la rue à la scène                |
| 2000 | Marya                    | Generazioni di fenomeni                       | Bohemienne - La figlia del vento    |
| 2000 | Bassi Maestro            | Lo sanno                                      | Classico                            |
| 2000 | I Soliti MC's            | Per la vita                                   | Nel vortice vol. 4                  |
| 2001 | Gente Guasta             | Per non tornare mai più                       | Quinto potere                       |
| 2002 | El Presidente            | I tuoi desideri più spinti                    | Tutti gli uomini del presidente     |
| 2002 | Rival Capone             | Smoked Out                                    | En quelques featurings...           |
| 2003 | Gli inquilini            | La febbre del sabato sera                     | Benvenuti nel paese dei mostri      |
| 2003 | Gazosa                   | Nessuno mi può giudicare                      | /                                   |
| 2004 | ATPC                     | Più o meno                                    | Idem                                |
| 2004 | Apachekipe               | Come e quando                                 | In fieri                            |
| 2004 | Apachekipe               | Nel campo professionale                       | In fieri                            |
| 2004 | Cor Veleno               | Il trattamento                                | Heavy metal                         |
| 2004 | Cor Veleno               | Sì                                            | Heavy metal                         |
| 2004 | DJ Shocca                | Fotografie                                    | 60 Hz                               |
| 2004 | Marya                    | Sulla strada                                  | Boanerghes - La figlia del tuono    |
| 2005 | OneMic                   | Longways                                      | Sotto la cintura                    |
| 2005 | Mistaman                 | Vite a metà                                   | Parole                              |
| 2005 | Principe                 | Indispensabile                                | Credo                               |
| 2005 | Primo & Squarta          | Gangsta                                       | Bomboclat                           |
| 2005 | Primo & Squarta          | Non mentirmi mai                              | Bomboclat                           |
| 2005 | Primo & Squarta          | Ciao fratè                                    | Bomboclat                           |
| 2005 | Kaso & Maxi B            | Giù                                           | Tangram                             |
| 2005 | Ira funesta              | Spero                                         | Impeto funesto                      |
| 2005 | Trucegel e Legayon       | Pam Pam                                       | Just Married                        |
| 2006 | Bassi Maestro            | Lo sanno                                      | The White Nigga!                    |
| 2006 | Mondo Marcio             | The Most Wanted                               | Solo un uomo                        |
| 2006 | Amir e Santo Trafficante | Prima il click dopo il bang e poi il peggio   | Prestigio Click Bang vol. 1         |
| 2006 | Amir                     | Notti arabe                                   | Uomo di prestigio                   |
| 2006 | Palla & Lana             | Cuore nero                                    | Applausi                            |
| 2006 | DJ Fede                  | Lo sai                                        | Rock the Beatz                      |
| 2006 | DJ Fede                  | Che me ne viene                               | Rock the Beatz                      |
| 2006 | El Presidente            | Pericolosissima                               | Tu sei bravo                        |
| 2006 | El Presidente            | Problemi di cuore                             | Tu sei bravo                        |
| 2007 | Cor Veleno               | Nun ce provà                                  | Nuovo nuovo                         |
| 2009 | Raige                    | Salvezza                                      | Zer06 - Zer08                       |
| 2009 | Albe Ok                  | Il più bravo                                  | Grezzo                              |
| 2010 | La CaliFoxi              | Dimmi che mi ami                              | Sognando Cali                       |
| 2011 | La CaliFoxi              | Soft Porn III                                 | Everyday in the Bay                 |
| 2012 | Emis Killa               | Nei guai                                      | L'erba cattiva                      |
| 2012 | Jay Rah                  | 2.17 AM                                       | Extended Play                       |
| 2012 | Gente Guasta             | Sintonizzati                                  | Sintonizzati                        |
| 2012 | Fadamat                  | Finzione                                      | /                                   |
| 2013 | Noyz Narcos              | My Love Song                                  | Monster                             |
| 2015 | Willie Peyote            | La scelta sbagliata                           | Educazione sabauda                  |
| 2017 | Pajarritos               | Performance                                   | Cream                               |
| 2020 | Max Pezzali              | Sembro matto                                  | Pro latino 135                      |
| 2025 | Beba                     | Rolling Papers                                | TBA                                 |